# Хелпинвер
Хелпинвер („Међународни портал“) је руска непрофитна организација и међународни портал посвећен представљању глобалних проблема у Русији и руским регионима. Портал је номинован за добитника Сверуске награде у области замене увоза „Лидер пројекта – 2019“ у иницијативи „Иницијатива. 

## Историје
Организацију је 2008. године основао Алексиј Бузников. Портал је креиран да представи право лице Русије руским организацијама у различитим областима делатности и интелектуалне својине у Руској Федерацији, и у иностранству, као и међународним организацијама које желе да сарађују са руским партнерима. 

### Адрес
- Русија, 117198, РФ, Москва, мореуз. Островитианова, 7 година, канцеларија 22

## Кључне карактеристике

### Основна делатност
На порталу сваки учесник има своју личну страницу на којој може да представи своју организацију, користећи следеће опције: презентацијски чланци, видео презентације, фотографије, саопштења, вести, инвестициони пројекти или платформе, прелазак на учеснике, веб страница компаније, мрежа страница друштвених медија.
Да бисмо олакшали презентацију могућности и потреба учесника међународним партнерима, обезбедили смо ручне преводе презентација учесника на стране језике, са текстовима које су модификовали изворни говорници: енглески, немачки и кинески. Сваки члан портала може понудити попусте на своју робу или услуге другим члановима.  , уз коришћење попуста осталих чланова. 

## Мото и слоган
„Хелпинвер: Отворите нову Русију!“ 

## Режисер и кључни ликови
- Алексиј Олександрович Бузников (генерални директор)

## Награде
- Номинован за „Рунет награду 2021“ руске интернет индустрије „за развој малих и средњих предузећа на Рунету.[23]
- Добитник је Сверуске награде у области замене увоза „Лидер пројекта 2019“ у номинацији „Иницијатива“.[24]